# Ilex pachyphylla
Ilex pachyphylla är en järneksväxtart som beskrevs av Merrill. Ilex pachyphylla ingår i släktet järnekar, och familjen järneksväxter. Inga underarter finns listade i Catalogue of Life.